# Донкуе ле Конфлен
Донкуе ле Конфлен (фр. Doncourt-lès-Conflans) насеље је и општина у североисточној Француској у региону Лорена, у департману Мерт и Мозел која припада префектури Брије.
По подацима из 2011. године у општини је живело 1183 становника, а густина насељености је износила 161,17 становника/km². Општина се простире на површини од 7,34 km². Налази се на средњој надморској висини од 246 метара (максималној 282 m, а минималној 202 m).

## Демографија
| 1962. | 1968. | 1975. | 1982. | 1990. | 1999. | 2011. |
| ----- | ----- | ----- | ----- | ----- | ----- | ----- |
| 447   | 506   | 507   | 731   | 936   | 961   | 1.183 |

График промене броја становника у току последњих година